# Hardametopa carinata
Hardametopa carinata är en kräftdjursart som först beskrevs av Hansen 1887.  Hardametopa carinata ingår i släktet Hardametopa och familjen Stenothoidae. Inga underarter finns listade i Catalogue of Life.